# Joe Worrall (labdarúgó)
Joseph Adrian Worrall (Nottingham, 1997. január 10. –) angol labdarúgó, aki a Premier League-ben szereplő Nottingham Forest középhátvédje, de kölcsönben a Beşiktaş színeiben szerepel. Szerepelt utánpótlás-válogatottakban és kapitánya volt a csapatnak, ami megnyerte a 2017-es Touloni Ifjúsági Tornát.

## Statisztika
Frissítve: 2023. március 11.
| Csapat                            | Szezon       | Bajnokság      | Bajnokság | Bajnokság | Kupa | Kupa  | Ligakupa | Ligakupa | Egyéb | Egyéb | Összesen | Összesen |
| Csapat                            | Szezon       | Osztály        | P.        | Gólok     | P.   | Gólok | P.       | Gólok    | P.    | Gólok | P.       | Gólok    |
| --------------------------------- | ------------ | -------------- | --------- | --------- | ---- | ----- | -------- | -------- | ----- | ----- | -------- | -------- |
| Nottingham Forest                 | 2015–2016    | Championship   | 0         | 0         | —    | —     | 0        | 0        | —     | —     | 0        | 0        |
| Nottingham Forest                 | 2016–2017    | Championship   | 21        | 0         | 0    | 0     | 0        | 0        | —     | —     | 21       | 0        |
| Nottingham Forest                 | 2017–2018    | Championship   | 31        | 1         | 2    | 0     | 2        | 0        | —     | —     | 35       | 1        |
| Nottingham Forest                 | 2018–2019    | Championship   | 0         | 0         | —    | —     | 0        | 0        | —     | —     | 0        | 0        |
| Nottingham Forest                 | 2019–2020    | Championship   | 46        | 1         | 0    | 0     | 2        | 0        | —     | —     | 48       | 1        |
| Nottingham Forest                 | 2020–2021    | Championship   | 31        | 1         | 2    | 0     | 0        | 0        | —     | —     | 33       | 1        |
| Nottingham Forest                 | 2021–2022    | Championship   | 39        | 0         | 4    | 1     | 0        | 0        | 3     | 0     | 46       | 1        |
| Nottingham Forest                 | 2022–2023    | Premier League | 21        | 1         | 0    | 0     | 4        | 0        | —     | —     | 25       | 1        |
| Nottingham Forest                 | Total        | Total          | 189       | 4         | 8    | 1     | 8        | 0        | 3     | 0     | 208      | 5        |
| Dagenham & Redbridge (kölcsönben) | 2015–2016    | League Two     | 14        | 1         | 1    | 0     | —        | —        | —     | —     | 15       | 1        |
| Rangers (kölcsönben)              | 2018–2019    | Premiership    | 22        | 0         | 4    | 1     | 2        | 0        | 4     | 0     | 32       | 1        |
| Career total                      | Career total | Career total   | 225       | 5         | 13   | 2     | 10       | 0        | 7     | 0     | 255      | 7        |

1. ↑  Pályára lépések a Championship rájátszásában
2. ↑  Pályára lépések az Európa-ligában

## Díjak és elismerések
Nottingham Forest
- EFL Championship-rájátszás: 2022[1]

Anglia U20
- Touloni Ifjúsági Torna: 2017

Egyéni
- Touloni Ifjúsági Torna – Legjobb XI: 2017[2]
- Touloni Ifjúsági Torna – Ezüstlabda: 2017
- Nottingham Forest – A szezon játékosa: 2020–2021
- EFL Championship – A szezon csapata: 2021–2022[3]